# Clavidisculum incrustatum
Clavidisculum incrustatum är en svampart som först beskrevs av Raitv., och fick sitt nu gällande namn av Raitv. 1970. Clavidisculum incrustatum ingår i släktet Clavidisculum och familjen Hyaloscyphaceae.   Inga underarter finns listade i Catalogue of Life.